# کارل استولری
کارل استولری (انگلیسی: Karl Stollery؛ زادهٔ ۲۱ نوامبر ۱۹۸۷) بازیکن هاکی روی یخ اهل کانادا است.